# Brandon Davidson
Brandon Davidson (né le 21 août 1991 à Lethbridge dans la province d'Alberta au Canada) est un joueur professionnel canadien de hockey sur glace. Il évolue au poste de défenseur.

## Biographie
Après avoir disputé une saison dans la Ligue de hockey de l'Ouest avec les Pats de Regina, il est sélectionné au sixième tour, 162e rang, par les Oilers d'Edmonton lors du repêchage d'entrée dans la LNH 2010. Il joue deux autres saisons avec les Pats avant de rejoindre les rangs professionnels.
Durant la saison 2012-2013, il est diagnostiqué d'un cancer testiculaire début octobre et a dû subir une intervention chirurgicale et des traitements de chimiothérapie,. Rétabli, il parvient à retourner au jeu et se voit remettre le trophée Fred-T.-Hunt remis au joueur de la LAH ayant montré le meilleur esprit sportif et de persévérance.
Il fait ses débuts dans la LNH avec les Oilers durant la saison 2014-2015, lors du mois de décembre 2014, et joue 12 parties avec l'équipe albertaine. La saison suivante, il obtient un plus grand rôle avec l'équipe et joue 51 parties en plus de réaliser 11 points.
Après avoir commencé la saison 2016-2017 avec les Oilers, il est échangé en cours de saison, le 28 février, aux Canadiens de Montréal contre David Desharnais.
Le 2 décembre 2017, il est placé au ballotage par les Canadiens de Montréal. Le lendemain, il est réclamé par son ancienne équipe, les Oilers d'Edmonton. 
Le 24 février 2018, il est échangé aux Islanders de New York contre un choix de troisième tour au repêchage d'entrée dans la LNH 2019.
Le 27 septembre 2018, il signe un contrat d'un an avec les Blackhawks de Chicago. Ceux-ci ne conservent toutefois pas ses services au terme de la saison 2018-2019 et il devient à nouveau joueur autonome, le 1er juillet 2019. Il s'entend alors avec les Flames de Calgary pour 1 an. 
Il passe des Flames aux Sharks de San José en retour de considérations futures, le 24 février 2020.

## Statistiques
| Saison     | Équipe                 | Ligue      |     | Saison régulière | Saison régulière | Saison régulière | Saison régulière | Saison régulière |   | Séries éliminatoires | Séries éliminatoires | Séries éliminatoires | Séries éliminatoires | Séries éliminatoires |
| Saison     | Équipe                 | Ligue      | PJ  | B                | A                | Pts              | Pun              | PJ               | B | A                    | Pts                  | Pun                  |                      |                      |
| 2007-2008  | Grizzlys d'Olds        | LHJA       | 3   | 0                | 0                | 0                | 2                | -                | - | -                    | -                    | -                    |                      |                      |
| 2008-2009  | Grizzlys d'Olds        | LHJA       | 4   | 0                | 4                | 4                | 0                | -                | - | -                    | -                    | -                    |                      |                      |
| 2009-2010  | Pats de Regina         | LHOu       | 59  | 1                | 33               | 34               | 37               | -                | - | -                    | -                    | -                    |                      |                      |
| 2010-2011  | Pats de Regina         | LHOu       | 72  | 8                | 44               | 52               | 71               | -                | - | -                    | -                    | -                    |                      |                      |
| 2010-2011  | Barons d'Oklahoma City | LAH        | 1   | 0                | 0                | 0                | 0                | 1                | 0 | 0                    | 0                    | 0                    |                      |                      |
| 2011-2012  | Pats de Regina         | LHOu       | 69  | 13               | 36               | 49               | 83               | 4                | 0 | 1                    | 1                    | 6                    |                      |                      |
| 2012-2013  | Barons d'Oklahoma City | LAH        | 26  | 2                | 3                | 5                | 14               | 17               | 0 | 6                    | 6                    | 2                    |                      |                      |
| 2012-2013  | Thunder de Stockton    | ECHL       | 11  | 7                | 5                | 12               | 4                | -                | - | -                    | -                    | -                    |                      |                      |
| 2013-2014  | Barons d'Oklahoma City | LAH        | 68  | 5                | 8                | 13               | 58               | 3                | 0 | 1                    | 1                    | 0                    |                      |                      |
| 2014-2015  | Barons d'Oklahoma City | LAH        | 55  | 4                | 6                | 10               | 43               | 10               | 1 | 1                    | 2                    | 12                   |                      |                      |
| 2014-2015  | Oilers d'Edmonton      | LNH        | 12  | 1                | 0                | 1                | 0                | -                | - | -                    | -                    | -                    |                      |                      |
| 2015-2016  | Oilers d'Edmonton      | LNH        | 51  | 4                | 7                | 11               | 20               | -                | - | -                    | -                    | -                    |                      |                      |
| 2016-2017  | Oilers d'Edmonton      | LNH        | 28  | 0                | 1                | 1                | 16               | -                | - | -                    | -                    | -                    |                      |                      |
| 2016-2017  | Canadiens de Montréal  | LNH        | 10  | 0                | 2                | 2                | 4                | 3                | 0 | 0                    | 0                    | 0                    |                      |                      |
| 2017-2018  | Canadiens de Montréal  | LNH        | 13  | 0                | 1                | 1                | 9                | -                | - | -                    | -                    | -                    |                      |                      |
| 2017-2018  | Oilers d'Edmonton      | LNH        | 23  | 3                | 1                | 4                | 0                | -                | - | -                    | -                    | -                    |                      |                      |
| 2017-2018  | Islanders de New York  | LNH        | 15  | 1                | 1                | 2                | 4                | -                | - | -                    | -                    | -                    |                      |                      |
| 2018-2019  | Blackhawks de Chicago  | LNH        | 10  | 0                | 1                | 1                | 15               | -                | - | -                    | -                    | -                    |                      |                      |
| 2018-2019  | IceHogs de Rockford    | LAH        | 6   | 1                | 0                | 1                | 5                | -                | - | -                    | -                    | -                    |                      |                      |
| 2019-2020  | Flames de Calgary      | LNH        | 7   | 0                | 0                | 0                | 0                | -                | - | -                    | -                    | -                    |                      |                      |
| 2019-2020  | Heat de Stockton       | LAH        | 34  | 3                | 17               | 20               | 19               | -                | - | -                    | -                    | -                    |                      |                      |
| 2019-2020  | Sharks de San José     | LNH        | 5   | 0                | 0                | 0                | 0                | -                | - | -                    | -                    | -                    |                      |                      |
| 2020-2021  | Sabres de Buffalo      | LNH        | 6   | 0                | 0                | 0                | 4                | -                | - | -                    | -                    | -                    |                      |                      |
| 2020-2021  | Americans de Rochester | LAH        | 2   | 0                | 0                | 0                | 0                | -                | - | -                    | -                    | -                    |                      |                      |
| 2021-2022  | Americans de Rochester | LAH        | 23  | 1                | 5                | 6                | 38               | 6                | 0 | 0                    | 0                    | 10                   |                      |                      |
| 2022-2023  | Americans de Rochester | LAH        | 9   | 0                | 1                | 1                | 7                | -                | - | -                    | -                    | -                    |                      |                      |
| 2022-2023  | Monsters de Cleveland  | LAH        | 27  | 3                | 3                | 6                | 14               | -                | - | -                    | -                    | -                    |                      |                      |
| 2022-2023  | Färjestad BK           | SHL        | 7   | 1                | 1                | 2                | 2                | 7                | 1 | 1                    | 2                    | 4                    |                      |                      |
| 2023-2024  | Rögle BK               | SHL        | 37  | 1                | 3                | 4                | 10               | 13               | 1 | 0                    | 1                    | 8                    |                      |                      |
| Totaux LNH | Totaux LNH             | Totaux LNH | 180 | 9                | 14               | 23               | 82               | 3                | 0 | 0                    | 0                    | 0                    |                      |                      |

## Trophées et honneurs personnels
- 2011-2012 : nommé dans la deuxième équipe d'étoiles de l'association de l'Est de la LHOu.
- 2012-2013 : remporte le trophée Fred-T.-Hunt remis au joueur de la LAH ayant montré le meilleur esprit sportif.